# Turistická značená trasa 1876
 Turistická značená trasa 1876 je 1,5 kilometrů dlouhá modře značená turistická trasa Klubu českých turistů v okrese Rychnov nad Kněžnou spojující dvojici rozcestí v severním svahu Chlumu. Převažující směr trasy je východní..

## Průběh trasy
Počátkem trasy 1876 je rozcestí u chaty Na Vyhlídce v nadmořské výšce 470 metrů. Trasa navazuje na žlutě značenou trasu 7269 přicházející v Vamberka, rozcestím prochází i červeně značená trasa 0418 z Potštejna do údolí Zdobnice. Trasa 1876 vede nejprve podél plotu Merklovické obory v souběhu se zeleně značenou trasou 4236 směřující do Bohousové. Po jeho opuštění pokračuje trasa zalesněným severním svahem Chlumu na rozcestí Nad Pekelcem se žlutě značenou trasou 7267 vedoucí od Ivanského jezera na jižní konec hřbetu Chlumu. Zde v nadmořské výšce 448 metrů končí.

## Historie
Úsek vedoucí v souběhu s trasou 4236 byl dříve veden jižněji přes prostor současné obory.

## Turistické zajímavosti na trase
- Chata Na Vyhlídce
- Merklovická obora